# آرون كريسويل
آرون وليام كريسويل (بالإنجليزية: Aaron William Cresswell)‏ (مواليد 15 ديسمبر 1989 في ليفربول، إنجلترا) هو لاعب كرة قدم إنجليزي، يلعب حالياً مع نادي وست هام يونايتد في مركز الظهير الأيسر وسبق له اللعب مع نادي ليفربول وإبسويتش تاون وترانمير روفرز.

## روابط خارجية
- آرون كريسويل على موقع الاتحاد الأوربي (الإنجليزية)
- آرون كريسويل على موقع قاعدة بيانات كرة القدم.إي يو (الإنجليزية)
- آرون كريسويل على موقع ناشيونال فوتبول تيمز (الإنجليزية)
- آرون كريسويل على موقع Soccerbase.com (لاعب) (الإنجليزية)
- آرون كريسويل على موقع Soccerway.com (الإنجليزية)
- آرون كريسويل على موقع عالم كرة القدم.نت (الإنجليزية)
- آرون كريسويل على موقع AS.com (الإسبانية)